# Ação Libertadora Nacional
A Ação Libertadora Nacional (ALN) foi uma organização de luta armada de esquerda no Brasil que enfrentou a ditadura militar brasileira instaurada em 1964. Formada em agosto de 1968, a organização era fruto de uma dissidência do Partido Comunista Brasileiro (PCB) e foi a principal organização da esquerda armada no Brasil, destacando-se pela quantidade de membros que conseguiu incorporar. Durante seus anos de atuação, a ALN realizou notórias ações de cunho radical, incluindo assaltos a bancos, com o intuito de financiar a guerrilha e sequestros de figuras públicas que tinham como objetivo a troca com militantes presos.

## Contexto político
Após o Golpe de Estado no Brasil em 1964, a instalação da ditadura fechou os espaços democráticos de manifestação e frustrou a expectativa de uma transformação pacífica da sociedade brasileira, levando à radicalização das posições de muitos militantes de esquerda. Em maio daquele ano, Carlos Marighella foi baleado e preso por agentes do Departamento de Ordem Política e Social (DOPS) dentro de um cinema no Rio de Janeiro. Por decisão judicial, foi libertado no ano seguinte e resolveu se engajar na luta armada contra a ditadura. Em sua publicação chamada A Crise Brasileira, Marighella analisa a conjuntura nacional a partir da luta de classes e critica a linha pacífica do PCB, que então apostava na resistência por meio de greves gerais.

## Formação
No dia primeiro de dezembro de 1966, Marighella redigiu uma carta renunciando à Comissão Executiva Nacional do PCB onde ele argumenta que "é preferível renunciar a um convívio formal a ter de ficar em choque com a própria consciência". Por essas divergências políticas, liderou junto com Joaquim Câmara Ferreira a formação da "Dissidência de São Paulo", uma ala do partido que defendia a luta armada. Após a Conferência da Organização Latino-Americana de Solidariedade (OLAS), realizada em Havana em 1967, os dissidentes foram definitivamente expulsos, resultando na criação da Aliança Libertadora Nacional.

## Atuação
Desde a sua formação, a ALN passou a realizar ações armadas com vistas à expropriação de armas e dinheiro para estruturar a guerrilha. Durante essa fase, manifestos e panfletos foram elaborados pelo grupo com o objetivo de explicar para a população o sentido das suas operações. A maioria deles foi espalhada nos próprios lugares onde aconteciam as ações. Em um dos panfletos, a ALN explica, em agosto de 1969, a necessidade das ações para criar infraestrutura e rejeita o conceito leninista do centralismo democrático, uma vez que a organização se definiu nos seguintes termos: "todos nós somos guerrilheiros, terroristas e assaltantes e não homens que dependem de votos de outros revolucionários ou de quem quer que seja para se desempenharem do dever de fazer a revolução." O sentido político de tal procedimento era justificar que os roubos não eram crimes comuns e que possuíam um objetivo político claro, pois, ao justificarem tais atos, os militantes buscavam denunciar as atrocidades cometidas pela ditadura e argumentar quanto à escolha pela luta armada. Essa tática fica evidenciada a partir do manifesto de 1968, chamado "Ao povo brasileiro".
| “ | A guerrilha ataca todos aqueles que oprimem ou colaboram com a opressão da ditadura. Expropria os grandes capitalistas, ataca a polícia levando suas armas, justiça agentes e espiões da polícia, sequestra personalidades para trocar por revolucionários presos. A guerrilha tira do inimigo tudo aquilo que é útil para a luta do nosso povo. | ” |
|   | — Manifesto "Ao povo brasileiro" . |   |

### Sequestros
Dos quatro sequestros de diplomatas realizados na história do país, a ALN participou na execução de dois. O primeiro, junto com o MR-8, foi o do embaixador estadunidense Charles Burke Elbrick, e o segundo foi o do embaixador alemão Ehrefried Von Holleben, que libertou 44 presos políticos.

## Sequestro de Charles Burke Elbrick

Presos políticos libertos em troca do embaixador Charles Burke Elbrick

Dentre os anos de atividade da ALN, o sequestro de Charles Burke Elbrick foi um de seus mais notáveis atos. Ele foi executado em 4 de setembro de 1969, terminando no dia 7 de setembro do mesmo ano, quando 13 presos políticos foram libertos, uma das exigências para a soltura do embaixador. O ato teve grande destaque na imprensa, divulgando a sigla da organização e a ideia da luta armada.

### O sequestro
No dia 4 de setembro de 1969 os 12 participantes da ação assumiram suas posições, José Sebastião Rios de Moura esperava pelo Cadillac do embaixador no início da Rua São Clemente. Assim que José nota o carro do embaixador, às 14:30, faz um sinal levantando, como previamente planejado pelos participantes, o jornal que segurava. Vendo o sinal, um fusca azul dirigido por Cid Benjamin ao volante e Franklin Martins no banco de passageiros, anteriormente estacionado na Rua Marques, finge manobrar a fim de parar, com sucesso, o Cadillac do embaixador. Com o Cadillac não podendo seguir em frente, outro fusca, desta vez vermelho, conduzido por Rios, com João Lopes Salgado e Vera Sílvia de Araújo Magalhães, que esperava na esquina da Rua Marques com a Humaitá, estaciona logo atrás do Cadillac impedindo também a fuga em marcha ré. Então, das calçadas, Paulo de Tarso Venceslau e Cláudio Torres da Silva, do lado esquerdo e Virgílio Gomes da Silva e Manoel Cyrillo de Oliveira Netto, do direito, tomam o carro do diplomata de assalto. Paulo de Tarso, entrando pela porta direita da frente, rende o motorista. No volante, fica Cláudio Torres. Atrás, Virgílio Gomes da Silva senta-se à direita do embaixador e Manoel Cyrillo à esquerda. Então, os três carro saem do local, dão a volta no quarteirão, pegam a Rua Humaitá, avançam até a Rua Vitório Costa, onde uma Kombi verde com Sérgio Rubens de Araújo Torres ao volante os esperou para assumir a ponta do comboio de 4 carros.
O comboio chega a Rua Maria Eugênia com a Caio de Melo Franco e para ali. Acreditando que será morto, Elbrick se agarra a arma de Virgílio e, para não ocorrerem acidentes, Manoel Cyrillo desfere uma coronhada na testa do embaixador, que não desmaia mas se acalma em relação ao estado anterior. Elbrick é transferido para a Kombi, onde é coberto por um tapete, Sérgio Rubens deixa a Kombi e sai do local a pé e Cláudio Torres sai do Cadillac e assume a direção da Kombi. O Cadillac é então deixado. No banco traseiro ficam o motorista e um manifesto que fazia duas exigências para a libertação do embaixador: o manifesto ser publicado nos jornais e a troca do embaixador por 13 presos políticos. Também foi abandonado o fusca azul, com seus ocupantes remanejados para a Kombi e um Fusca bege ali estacionado.

#### A fuga
A Kombi e os Fuscas seguiram pela pela avenida Jardim Botânico, passaram pelo túnel Rebouças, túnel este que pouco tempo tempo depois seria fechado pela polícia e, por volta das 14h55min, a Kombi se escondeu na garagem do sobrado número 1026 da Rua Barão de Petrópolis, bairro de Santa Tereza, onde Fernando Gabeira e Joaquim Câmara Ferreira estavam esperando. Os dois Fuscas, o bege e o vermelho, seguiram por outros caminhos.

### O decorrer dos dias e libertação
Durante todos os dias, o embaixador não sofreu nenhuma agressão, com exceção da coronhada. Ele ficou em um quarto no sobrado de 16 cômodos, o qual era vigiado 24 horas todos os dias por uma perua Rural Willys do Centro de Informações da Marinha (Cenimar).
A soltura do embaixador foi tensa. Por volta das 6 horas da tarde do dia 7 de Setembro, o mesmo Fusca vermelho usado na captura do embaixador foi à rua Barão de Petrópolis. O motorista Cid Benjamin para o carro a poucos metros do túnel Rio Comprido, fora do campo de visão dos agentes do Cenimar. Ao mesmo tempo, dois outros Fuscas, um bege e outro branco, pararam em frente ao sobrado. João Salgado, Franklin Martins e Manoel Cyrillo entram na casa e de lá saem carregando uma sacola com uma metralhadora INA, bombas e revólveres e entram no Fusca vermelho. Ao mesmo tempo saem também Cláudio Torres, Fernando Gabeira e Paulo de Tarso Venceslau. Torres toma a direção do Fusca branco, Gabeira senta no banco traseiro e Paulo de Tarso assume o volante do Fusca bege. Os outros integrantes deixam a casa com Elbrick. Contudo, os homens do Cenimar notaram a presença do embaixador. Virgílio e Elbrick entram no Fusca branco, enquanto Joaquim Câmara entra no bege. Os dois Fuscas arrancam e a Rural Willys parte seguindo-os. O terceiro Fusca, vermelho, segue a Rural, sem que os agentes do Cenimar o percebam. Quando os 4 veículos, em alta velocidade, entram na rua da Estrela, a Rural derrapa e seus ocupantes se dão conta de que estão sendo seguidos. Logo entram na rua Aristides Lobo e o Fusca vermelho fica emparelhado com a Rural. Cyrillo, então, aponta a metralhadora para os militares. Virando na primeira rua, os agentes fogem. Pouco tempo depois Elbrick é deixado no Lago da Segunda Feira e volta para casa, levando um presente: um livro de poemas de Ho Chi Min.

### Repercussão do sequestro
Depois do sequestro, houve muitos desaparecimentos e mortes. Já que, após o caso, a Junta Militar editou o Ato Institucional 13, que trouxe o “banimento do território nacional de pessoas perigosas para a segurança nacional”, e o Ato Institucional 14, que admitiu a aplicação da pena de morte ou prisão perpétua em casos de “guerra externa, psicológica adversa, revolucionária ou subversiva”.
De todos os doze participantes, oito foram presos. Virgílio Gomes da Silva e Joaquim Câmara Ferreira morreram torturados na prisão. Ficaram livres, Franklin Martins, que foi o autor do manifesto, José Sebastião, João Lopes e Sérgio Torres.

### Os motivos
Para entendermos os motivos do sequestro precisamos fazer uma breve análise do estado político da época.

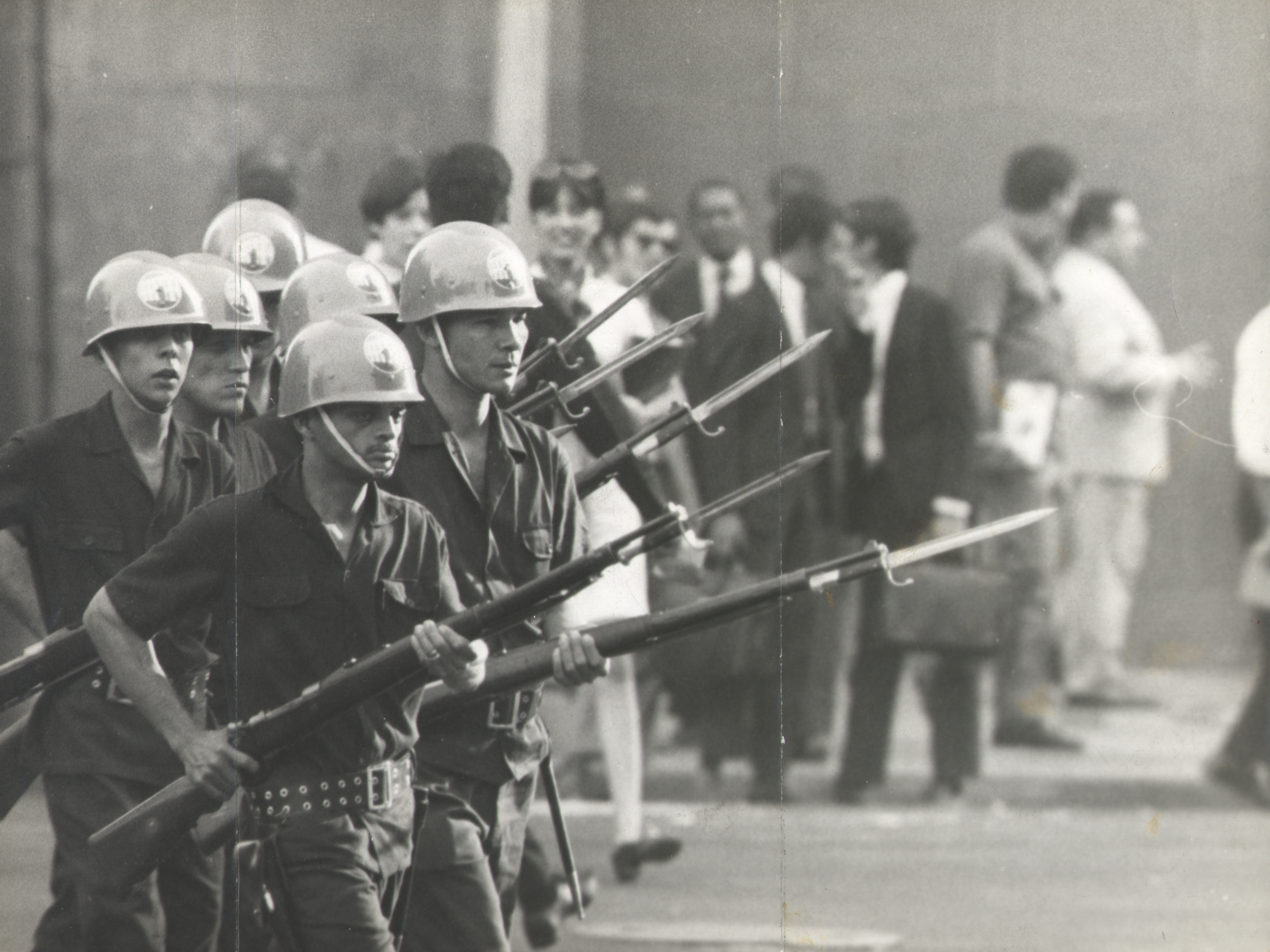
Manifestação estudantil contra a Ditadura Militar

O Brasil sofria imensamente devido a ditadura imposta em 1964, por razões que vão desde tortura e assassinatos até a censura a mídia, uma época onde não existia o Congresso Nacional, onde opositores do governo eram caçados e a democracia como a conhecemos hoje não era implementada. Portanto o sequestro do embaixador dos EUA, apesar de violento, foi um ato de resistência a um governo muito mais violento, foi um ato de resistência bem sucedido, já que a censura foi quebrada em um tempo notável e tanto os integrantes do sequestro quanto a ALN puderam expor seus ideais e motivos em um manifesto publicado no dia seguinte ao do sequestro.
O manifesto:

Grupos revolucionários detiveram hoje o Sr. Charles Burke Elbrick, embaixador dos Estados Unidos, levando-o para algum lugar do país, onde o mantêm preso. Este ato não é um episódio isolado. Ele se soma aos inúmeros atos revolucionários já levados a cabo: assaltos a bancos, nos quais se arrecadam fundos para a revolução, tomando de volta o que os banqueiros tomam do povo e de seus empregados; ocupação de quartéis e delegacias, onde se conseguem armas e munições para a luta pela derrubada da ditadura; invasões de presídios, quando se libertam revolucionários, para devolvê-los à luta do povo; explosões de prédios que simbolizam a opressão; e o justiçamento de carrascos e torturadores.

Na verdade, o rapto do embaixador é apenas mais um ato da guerra revolucionária, que avança a cada dia e que ainda este ano iniciará sua etapa de guerrilha rural.
Com o rapto do embaixador, queremos mostrar que é possível vencer a ditadura e a exploração, se nos armarmos e nos organizarmos. Apareceremos onde o inimigo menos nos espera e desapareceremos em seguida, desgastando a ditadura, levando o terror e o medo para os exploradores, a esperança e a certeza de vitória para o meio dos explorados.
O sr. Burke Elbrick representa em nosso país os interesses do imperialismo, que, aliado aos grandes patrões, aos grandes fazendeiros e aos grandes banqueiros nacionais, mantêm o regime de opressão e exploração.
Os interesses desses consórcios, de se enriquecerem cada vez mais, criaram e mantêm o arrocho salarial, a estrutura agrária injusta e a repressão institucionalizada. Portanto, o rapto do embaixador é uma advertência clara de que o povo brasileiro não lhes dará descanso e a todo momento fará desabar sobre eles o peso de sua luta. Saibam todos que esta é uma luta sem tréguas, uma luta longa e dura, que não termina com a troca de um ou outro general no poder, mas que só acaba com o fim do regime dos grandes exploradores e com a constituição de um governo que liberte os trabalhadores de todo o país da situação em que se encontram.
Estamos na Semana da Independência. O povo e a ditadura comemoram de maneiras diferentes. A ditadura promove festas, paradas e desfiles, solta fogos de artifício e prega cartazes. Com isso ela não quer comemorar coisa nenhuma; quer jogar areia nos olhos dos explorados, instalando uma falsa alegria com o objetivo de esconder a vida de miséria, exploração e repressão que vivemos. Pode-se tapar o sol com a peneira? Pode-se esconder do povo a sua miséria, quando ele a sente na carne?
Na Semana da Independência, há duas comemorações: a da elite e a do povo, a dos que promovem paradas e a dos que raptam o embaixador, símbolo da exploração.
A vida e a morte do sr. Embaixador estão nas mãos da ditadura. Se ele atender a duas exigências, o sr. Elbrick será libertado. Caso contrário, seremos obrigados a cumprir a justiça revolucionária. Nossas duas exigências são:
a) A libertação de 15 prisioneiros políticos. São 15 revolucionários entre milhares que sofrem torturas nas prisões-quartéis de todo o país, que são espancados, seviciados, e que amargam as humilhações impostas pelos militares. Não estamos exigindo o impossível. Não estamos exigindo a restituição da vida de inúmeros combatentes assassinados nas prisões. Esses não serão libertados, é lógico. Serão vingados, um dia. Exigimos apenas a libertação desses 15 homens, líderes da luta contra a ditadura. Cada um deles vale cem embaixadores, do ponto de vista do povo. Mas um embaixador dos Estados Unidos também vale muito, do ponto de vista da ditadura e da exploração.
b) A publicação e leitura desta mensagem, na íntegra, nos principais jornais, rádios e televisões de todo o país.
Os 15 prisioneiros políticos devem ser conduzidos em avião especial até um país determinado - Argélia, Chile ou México -, onde lhes seja concedido asilo político. Contra eles não devem ser tentadas quaisquer represálias, sob pena de retaliação.
A ditadura tem 48 horas para responder publicamente se aceita ou rejeita nossa proposta. Se a resposta for positiva, divulgaremos a lista dos 15 líderes revolucionários e esperaremos 24 horas por seu transporte para um país seguro. Se a resposta for negativa, ou se não houver resposta nesse prazo, o sr. Burke Elbrick será justiçado. Os 15 companheiros devem ser libertados, estejam ou não condenados: esta é uma "situação excepcional". Nas "situações excepcionais", os juristas da ditadura sempre arranjam uma fórmula para resolver as coisas, como se viu recentemente, na subida da Junta militar.
As conversações só serão iniciadas a partir de declarações públicas e oficiais da ditadura de que atenderá às exigências.
O método será sempre público por parte das autoridades e sempre imprevisto por nossa parte. Queremos lembrar que os prazos são improrrogáveis e que não vacilaremos em cumprir nossas promessas.
Finalmente, queremos advertir aqueles que torturam, espancam e matam nossos companheiros: não vamos aceitar a continuação dessa prática odiosa. Estamos dando o último aviso. Quem prosseguir torturando, espancando e matando ponha as barbas de molho. Agora é olho por olho, dente por dente.
Ação Libertadora Nacional (ALN)

Movimento Revolucionário 8 de Outubro (MR-8)

## Repressão
Marighella foi morto em uma tocaia montada pelo delegado Sérgio Paranhos Fleury, um dos principais torturadores da ditadura, no dia 4 de novembro de 1969, em São Paulo, na alameda Casa Branca. Joaquim Câmara Ferreira (o "Velho" ou "Toledo"), jornalista e ex-membro do PCB desde a década de quarenta, dirigiu a ALN a partir daí até a sua morte, em 23 de outubro de 1970, quando foi delatado por José Silva Tavares, o "Severino", que teria sido torturado após ser preso. Joaquim Câmara foi torturado até a morte pelo Delegado Fleury e membros de sua equipe.
Em 1970, Eduardo Collen Leite (codinome Bacuri), um importante membro da ALN, foi preso pela equipe do delegado Fleury e morreu após 109 dias de confinamento. Em 1971, um grupo de dissidentes que havia efetuado treinamento de guerrilha em Cuba criou o Movimento de Libertação Popular (Molipo). A maior parte de seus militantes da linha de frente foi morta até 1974 e depois disso a ALN apenas sobreviveu ao cerco montado pela repressão. O último comandante militar da ALN, após a morte de Marighella foi Carlos Eugênio Paz, conhecido por Clemente nos tempos de guerrilha. Por ser o homem mais procurado pela repressão, exilou-se na França em 1973 e viveu por lá até 1981. Foi também um dos poucos integrantes da luta armada que sobreviveu sem nunca ter sido preso ou torturado, e um dos últimos brasileiros anistiados, em maio de 1982. Até outubro de 2009, havia publicado os livros "Nas trilhas da ALN" e "Viagem à Luta Armada", falecendo em 29 de junho de 2019.

## As dissidências da ALN
Em 1971 surgem duas dissidências da ALN que teriam vida efêmera e contingentes reduzidos: o Movimento de Libertação Popular (Molipo) e a Tendência Leninista (TL). O Molipo foi extinto com a prisão, torturas ou ainda com a execução sumária da maioria de seus membros, entre os quais destacaram-se líderes estudantis paulistas como Antonio Benetazzo, José Roberto Arantes de Almeida e Jeová Assis Gomes.